# Celarent

Diagramme de Venn d'un syllogisme en Celarent.

Celarent est un terme de la logique aristotélicienne désignant un des quatre syllogismes de la première figure des vingt-quatre modes. Il comprend une majeure de type E, une mineure de type A et une conclusion de type E, c'est-à-dire une majeure universelle négative, une mineur universelle affirmative et une conclusion universelle négative.
Un syllogisme en Celarent consiste en une proposition de ce type : Aucun P n'est S, or tout F est P, donc aucun F n'est S.
Les trois autres syllogismes de cette première figure sont Barbara, Darii et Ferio.

## Exemples de syllogismes en Celarent
1. Aucun félidé n'est méchant ;
2. Tous les chats sont des félidés ;
3. Donc aucun chat n'est méchant.

1. Il n'y a pas de tyran qui soit libre ;
2. Les pervers narcissiques sont des tyrans ;
3. Donc aucun d'entre eux n'est libre.

« 
1. Nul voleur impénitent ne doit s'attendre d'être sauvé ;
2. Tous ceux qui meurent après s'être enrichis du bien de l'Église, sans vouloir le restituer, sont des voleurs impénitents ;
3. Donc nul d'[entre] eux ne doit s'attendre [à] être sauvé

 »